# Giro (empresa)
Giro es una compañía estadounidense dedicada a la elaboración de cascos, gafas de sol y otros útiles para ciclismo, ski y snowboard. La empresa fue creada en 1985 por Jim Gentes y tiene su sede principal en el área de Santa Cruz (California, EE. UU.). Se trata de una de las empresas líderes a nivel mundial en su ámbito de negocio.
Los principales mercados de la compañía son Estados Unidos y Europa, aunque cuenta también con distribuidores en Sudáfrica y algunos países de Asia.

## Historia de la compañía

### Gentes, el fundador
En 1985 el diseñador Jim Gentes dejó la empresa Blackburn Designs y creó la compañía Giro Sport Design. Su primer producto fue un casco de triatlón.
Ese mismo año las autoridades estadounidenses obligaron a los ciclistas a llevar casco y a que este cumpliera unos estrictos requisitos de seguridad. Ante este reto, Gentes contactó con el ingeniero aerodinamista de la NASA Raymond Hicks (del Ames Research Center)y juntos desarrollaron el primer casco sin armazón y cubierto de licra, concepto que comercalizaría su empresa Giro. El casco, bautizado como Giro Prolight, presentaba un mejor resultado estético y aerodinámico que los hasta entonces conocidos y tenía la mitad de peso que el resto, a la vez que cumplía las exigencias en materia de seguridad.
Su reducido peso le garantizó un éxito instantáneo entre ciclistas profesionales y aquellos aficionados que pudieran hacer frente a su alto precio. De esa forma, Giro se grangeó su prestigio como la marca líder en el mercado de gama alta.

### Comprado por Bell
Giro forma parte de Easton-Bell Sports, tras ser adquirida en 1995-1996. La compra de Giro (considerada de gama alta) por parte de su competidora Bell (más popular), sin embargo, no supuso una unión de ambas marcas, manteniendo cada una su nombre comercial diferenciado, mientras que el fundador y hasta entonces máximo accionista y director ejecutivo, Jim Gentes, permanecería ligado a Giro. En el momento del anuncio, entre las dos sumaban un 50-70% del mercado mundial.
En 1999 Bell decidió trasladar la producción de Giro de su sede original de Santa Cruz a la planta de fabricación de la propia Bell en Ratoul (Illinois) para ahorrar costes, teniendo que despedir a 139 trabajadores. Sin embargo, Giro se mantuvo independiente en lo referente al diseño e I+D de sus productos, departamentos que a permanecieron en Santa Cruz al igual que sus divisiones de publicidad y ventas.

## Advanced Concepts Group
Giro cuenta con un departamento de I+D denominado Advanced Concepts Group (ACG).

### Casco LAX

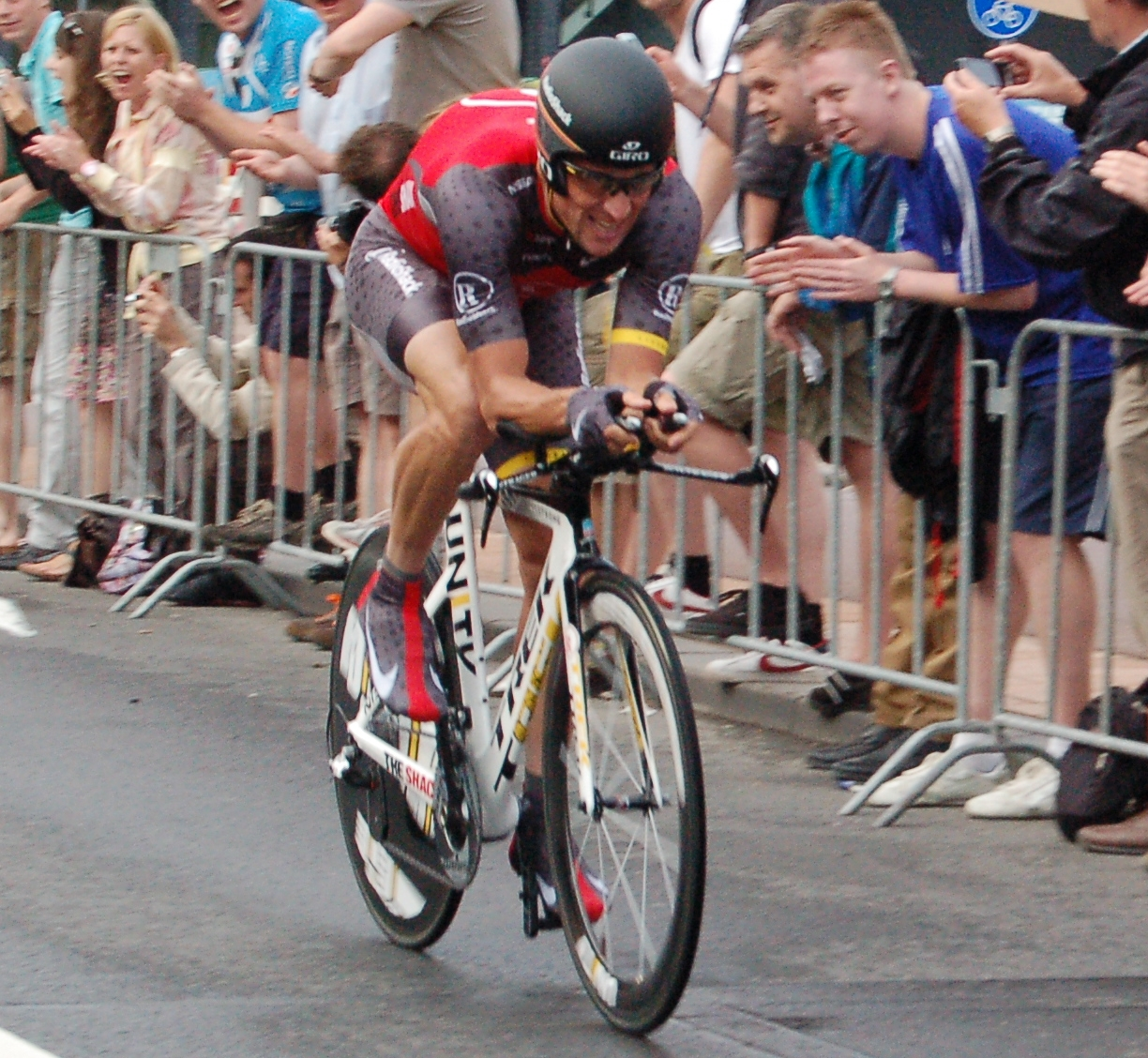
Lance Armstrong, con el casco LAX en el prólogo del Tour de Francia 2010.

Una de las primeras y más publicitadas creaciones del ACG fue el innovador casco de contrarreloj LAX, utilizado por primera vez en competición por Lance Armstrong en la etapa prólogo del Tour de Francia 2010 disputada en Róterdam. El casco LAX no tenía como destino el mercado minorista, aunque se consideró que los resultados de las pruebas realizadas durante su desarrollo podrían ser de utilidad para el diseño de futuros cascos para dicho segmento.
El desarrollo del casco, con 100 prototipos utilizados durante las pruebas (túnel del viento y otros que dieron como resultado un casco con una cola más corta y aerodinámica), se valoró en 15.000 dólares e incluyó la colaboración del propio Armstrong, para quien se diseñó especialmente.
Armstrong finalizó el prólogo tercero, siendo el más rápido de los considerados favoritos para la general final.